# Mikroregion Itaguara

Mikroregion Itaguara

Mikroregion Itaguara – mikroregion w brazylijskim stanie Minas Gerais należący do mezoregionu Metropolitana de Belo Horizonte.

## Gminy
- Belo Vale
- Bonfim
- Crucilândia
- Itaguara
- Itatiaiuçu
- Jeceaba
- Moeda
- Piedade dos Gerais
- Rio Manso